# Halogenació de Hell-Volhard-Zelinsky
L'halogenació de Hell-Volhard-Zelinsky és una reacció orgànica en la qual s'obtenen àcids α-halogenats.